# Старомихайловское сельское поселение (Мордовия)
Старомихайловское се́льское поселе́ние — упразднённое муниципальное образование в Ромодановском районе Мордовии Российской Федерации.
Административный центр — село Старая Михайловка.

## История
Образовано в границах сельсовета в 2005 году.
Законом от 13 июля 2009 года, Старомихайловское сельское поселение (сельсовет) было упразднено, а входившие в его состав населённые пункты были включены в Анненковское сельское поселение (сельсовет).

## Состав сельского поселения
| № | Населённый пункт  | Тип населённого пункта | Население |
| - | ----------------- | ---------------------- | --------- |
| 1 | Покрышкино        | деревня                | ↗47       |
| 2 | Старая Михайловка | село                   | ↘77       |
| 3 | Ханинеевка        | деревня                | ↘21       |